# Carl Magnus Nyström
Carl Magnus Nyström, var en svensk instrumentmakare i Stockholm. Han tillverkade stråkinstrument och knäppinstrument.

## Biografi
Carl Magnus Nyström fick 15 januari 1757 privilegium att tillverka fioler, violonceller, altfioler, lutor och cittror i Stockholm. Han hade 1760 en gesäll hos sig men tillverkade inget mellan åren 1760–1762. Nyström var även kryddkramhandlare.

## Instrument
| År   | Instrument | Värde (summa) |
| ---- | ---------- | ------------- |
| 1761 | -          | -             |
| 1762 | -          | -             |